# Scopula continuaria
Scopula continuaria är en fjärilsart som beskrevs av Walker 1866. Scopula continuaria ingår i släktet Scopula och familjen mätare. Inga underarter finns listade.